# Hepburn (Saskatchewan)
Pour les articles homonymes, voir Hepburn.
Hepburn est une ville de la Saskatchewan au Canada.

## Géographie
La localité de Hepburn est située dans le centre de la province de Saskatchewan, à 45 km au nord de la ville de Saskatoon.

## Démographie
| 2011 | 2016 | 2021 |
| ---- | ---- | ---- |
| 562  | 688  | 784  |